# Macrobrachium tenellum
Macrobrachium tenellum is een garnalensoort uit de familie van de Palaemonidae. De wetenschappelijke naam van de soort is voor het eerst geldig gepubliceerd in 1871 door Smith.